# Přízřenice
Přízřenice (německy Priesenitz) jsou městská čtvrť na jihu statutárního města Brna. Její katastrální území má rozlohu 3,82 km². Původně samostatná obec byla k Brnu připojena v roce 1919, od 24. listopadu 1990 je součástí samosprávné městské části Brno-jih. Žije zde přibližně 900 obyvatel.
Rozkládají se západně od řeky Svratky, poblíž jejího soutoku se Svitavou.

## Charakteristika čtvrtě
Podobně jako v případě sousedních Dolních Heršpic se i zástavba Přízřenic skládá ze dvou výrazně oddělených částí. Jednak je to západně položená obchodně průmyslová zóna rozkládající se po obou stranách Vídeňské ulice, jíž zde prochází trasa víceproudové silnice E461, v jejímž středu se nachází trasa tramvajové linky číslo 2. Západně od Vídeňské ulice se zde na severozápadě přízřenického katastru rozkládá řada zahradních pozemků navazujících na obdobné pozemky v sousedních Dolních Heršpicích. Druhou částí jsou východně položené původní Přízřenice, které si dosud zachovávají původní vesnický charakter a patří mezi nejzachovalejší vesnické celky na území moderního Brna. Mezi oběma částmi, ale i na jihozápadě a východě katastru Přízřenic se nacházejí rozsáhlé plochy orné půdy. Východním okrajem katastru Přízřenic prochází krátký úsek dálnice D2 a zasahuje sem i část obchodního centra Olympia.

### Popis původních Přízřenic
Jádrem původní vesnice je Staré náměstí, které má kapkovitý tvar. V jeho středu se nalézá novogotický kostel svaté Markéty. Na jižní straně náměstí stojí dodnes zachovaná, ale již poněkud chátrající jednopatrová budova zámku, vybudovaného před rokem 1750 pravděpodobně proboštem Janem Matyášem Thurnem. Před ním se nachází německý pomník obětem 1. světové války. Zajímavostí je, že se původně jednalo o pomník císaře Josefa II., z něhož byla později odstraněna původní pamětní deska a císařova busta. Ty byly nahrazeny novým křížkem a novou pamětní deskou. V intravilánu původních Přízřenic se nachází také sídlo zdejšího Sboru dobrovolných hasičů Přízřenice. Při samé hranici s Dolními Heršpicemi stojí v Zelné ulici budova zdejší mateřské školy, která však v minulosti sloužila jako základní škola pro zdejší českou menšinu.

## Sousedící obce a katastrální území
Na jihu a jihovýchodě hraničí Přízřenice s katastrálním územím města Modřice, na západě s katastrálním územím obce Moravany, na severu s katastrálním území Dolní Heršpice (rovněž součást městské části Brno-jih), a na severovýchodě s katastrálním územím Holásky (součást městské části Brno-Tuřany).

## Obyvatelstvo
| 1869 | 1880 | 1890 | 1900 | 1910 | 1921 | 1930 | 1950 | 1961 | 1970 | 1980 | 1991 | 2001 | 2011 | 2021  |
| ---- | ---- | ---- | ---- | ---- | ---- | ---- | ---- | ---- | ---- | ---- | ---- | ---- | ---- | ----- |
| 433  | 516  | 574  | 475  | 549  | 543  | 660  | 616  | 633  | 585  | 486  | 469  | 572  | 905  | 1 186 |

## Historický přehled
Přízřenice byly patrně jedním z původních statků svatopetrského kostela, jimž je daroval zeměpán. Ve 13. století tvořily spolu s Dolním a Horním Cejlem statek a prebendu v držení probošta svatopetopetrského kostela a byly jako součást kapitulního panství. Roku 1454 udělil probošt Tas z Boskovic zdejším poddaným řadu svobod a milostí. Roku 1581 dovolil probošt Ekart ze Schwobenu obyvatelům Přízřenic šenk vlastního vína a naopak zakázal dovoz cizího vína, pokud měli sousedé vlastní. Zároveň svolil k tomu, aby poddaní využívali zahrady, líchy, pastviny a louky.
Roku 1645 byly Přízřenice během švédského obléháni Brna vyloupeny a vypáleny a poddaní se rozutekli. Obnova vsi pak trvala 10 let. Další osadníci pak dokonali poněmčení původně české vsi. Roku 1666 zachvátil ves požár, který zde zničil 6 usedlostí, nicméně díky úrodné půdě se vesnice rychle zotavila. Obyvatelé Přízřenic byli osvobozeni od placení mýta, za což museli orat pozemky ve vlastnictví Brna. Z důvodu nedbalého plnění povinností byla tato úmluva roku 1658 brněnskou městskou radou vypovězena, a k jejímu obnovení došlo až roku 1673. Po roce 1707 byla v Přízřenicích zřízena hospoda. Při novodobém soutoku Svratky a Svitavy se nacházel mlýn, náležející vrchnosti, při němž se nacházel svobodný dvůr. Obě tyto nemovitosti byly pravidelně pronajímány. V 1. polovině 18. století se probošt hrabě Jan Matyáš Thurn neúspěšně snažil o vyjmutí Přízřenic a Dolního a Horního Cejlu z kapitulního panství. Roku 1750 byl v Přízřenicích postaven zámek s dvorem. V letech 1749 a 1792 se proboštové opakovaně a neúspěšně snažili přimět poddané, aby si zakoupili svá hospodářství. Roku 1786 byla robota zdejších obyvatel přeměněna v daně.
Když bylo roku 1777 zřízeno brněnské biskupství, stal se z Přízřenic a Dolního a Horního Cejlu samostatný statek pod svrchovaností biskupa, nicméně i nadále podléhaly kapitulní jurisdikci. Roku 1820 prosadil biskup rytíř Václav Stuffer právo spravovat Přízřenice a Dolní a Horní Cejl bez vlivu kapituly, k plnému osamostatní však došlo až roku 1843. Přízřenice byly do poloviny 19. století spravovány rychtářem a konšely, poté se z nich stala moderní obec s obecním zastupitelstvem a starostou.
Součástí Brna se Přízřenice staly 16. dubna 1919. V letech 1947–1949 byl v rámci Brna celý přízřenický katastr součástí městského obvodu Brno VIII. V letech 1949–1954 pak byl celý přízřenický katastr součástí městského obvodu Brno XI. Ze srovnání historických map je patrné, že někdy v první polovině 50. let došlo k úpravě katastrální hranice Přízřenic a Modřic, při které byla hranice částečně narovnána, přičemž se rozloha Přízřenic pravděpodobně[zdroj⁠?!] zmenšila ve prospěch Modřic. Od roku 1954 pak bylo celé katastrální území Přízřenice součástí městského obvodu Brno IX. Jeho název byl 1957 změněn na Brno IX-Horní Heršpice. Roku 1960 se z něj stala městská část Horní Heršpice, přejmenovaná roku 1971 na Brno IX. Horní Heršpice. Ve druhé polovině 60. let došlo při radikální druhé katastrální reformě Brna též k úpravě katastrálních hranic Přízřenic do dnešní podoby. V rámci této reformy byly některé okrajové pozemky přízřenického území připojeny k Dolním Heršpicím. Došlo rovněž k další korekci katastrální hranice nejen s Modřicemi (ty nyní získaly parcely 1451/33, 1451/34, 1451/35, 1451/36, 1451/37, 1451/38 a 1451/39; naopak ve prospěch Přízřenic přišly o parcely 539/61, 539/62, 539/3, 539/4, 539/5, 539/6, 539/63, 539/64, 539/65, 539/66, 539/67, 539/68, 539/69, 539/70, 539/71, 539/72, 539/73, 539/74, 539/75), ale zároveň s Moravany (ty získaly parcely 1223/26, 1223/25, 1223/24, 1223/19, 1223/20, 1223/23, 1223/21 a 1223/22).
Roku 1975 se pak stal celý přízřenický katastr součástí městského obvodu Brno IV., existujícího do roku 1990. Od 24. listopadu 1990 je celé přízřenické území součástí samosprávné městské části Brno-jih.
12. září 2010 se v Dolních Heršpicích a Přízřenicích konalo místní referendum o oddělení od Brna a vytvoření nové obce Dolní Heršpice-Přízřenice, o těchto snahách podrobněji pojednává článek Dolní Heršpice-Přízřenice.

## Galerie

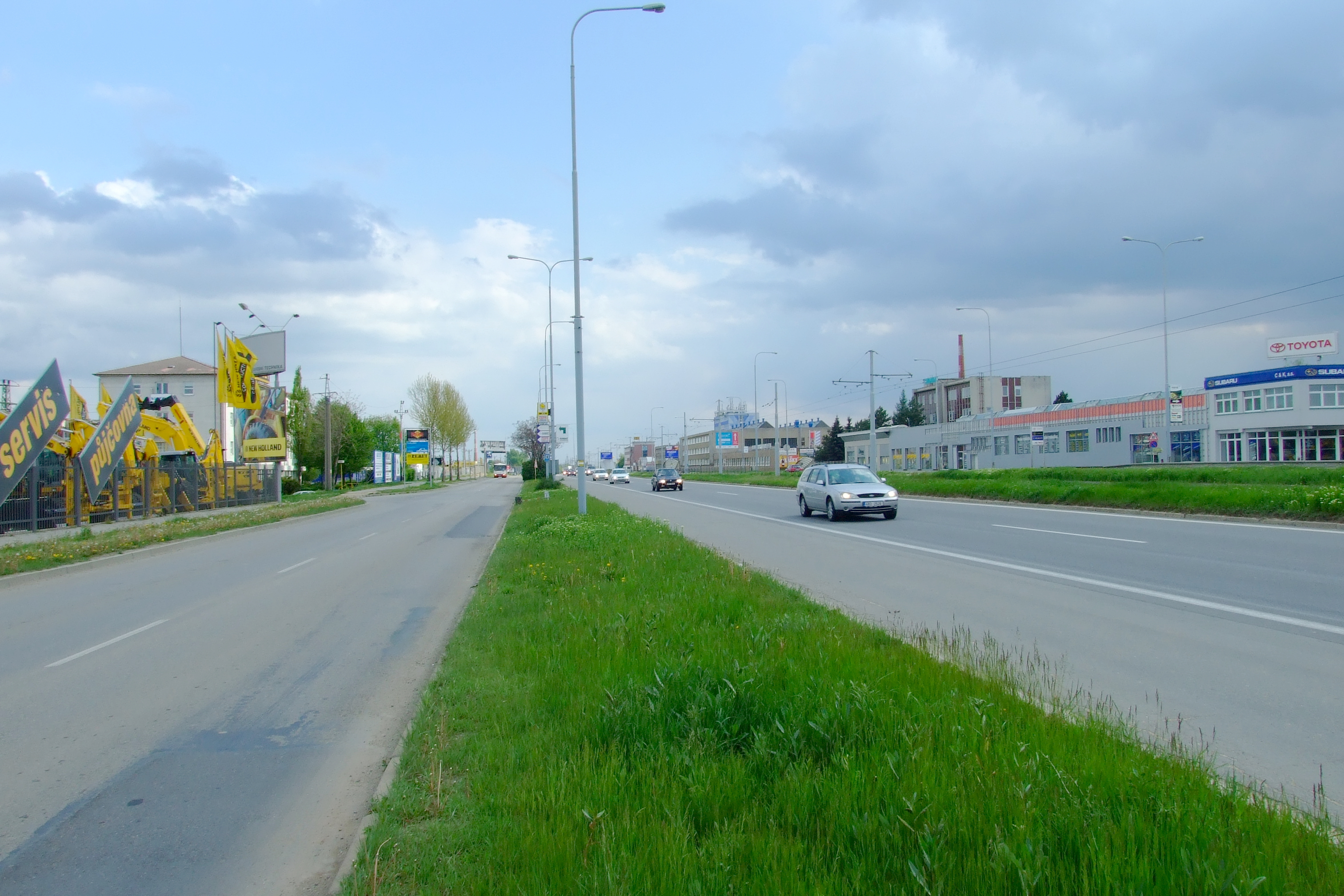
Obchodně průmyslová zóna na Vídeňské ulici
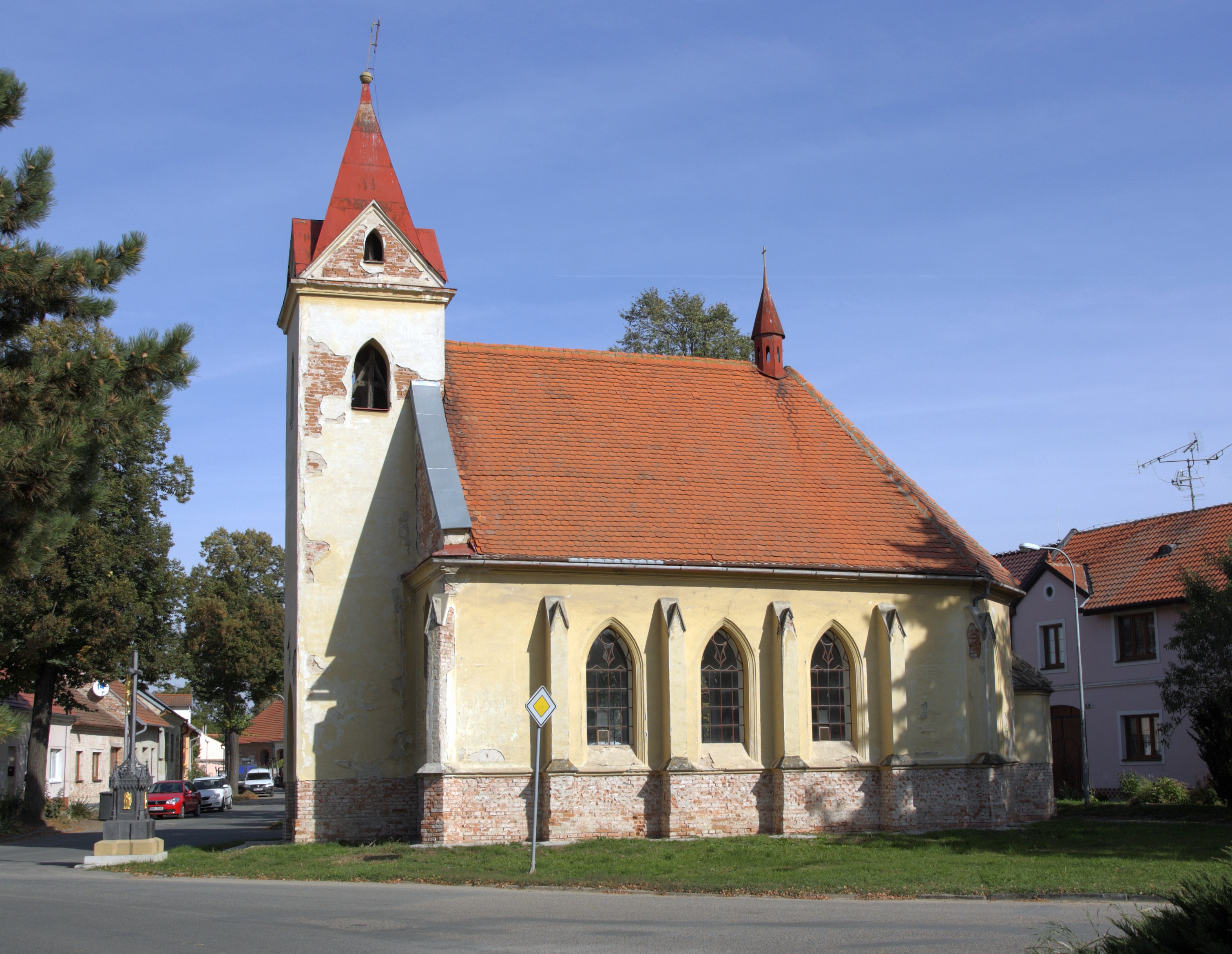
Kostel svaté Markéty na Starém náměstí
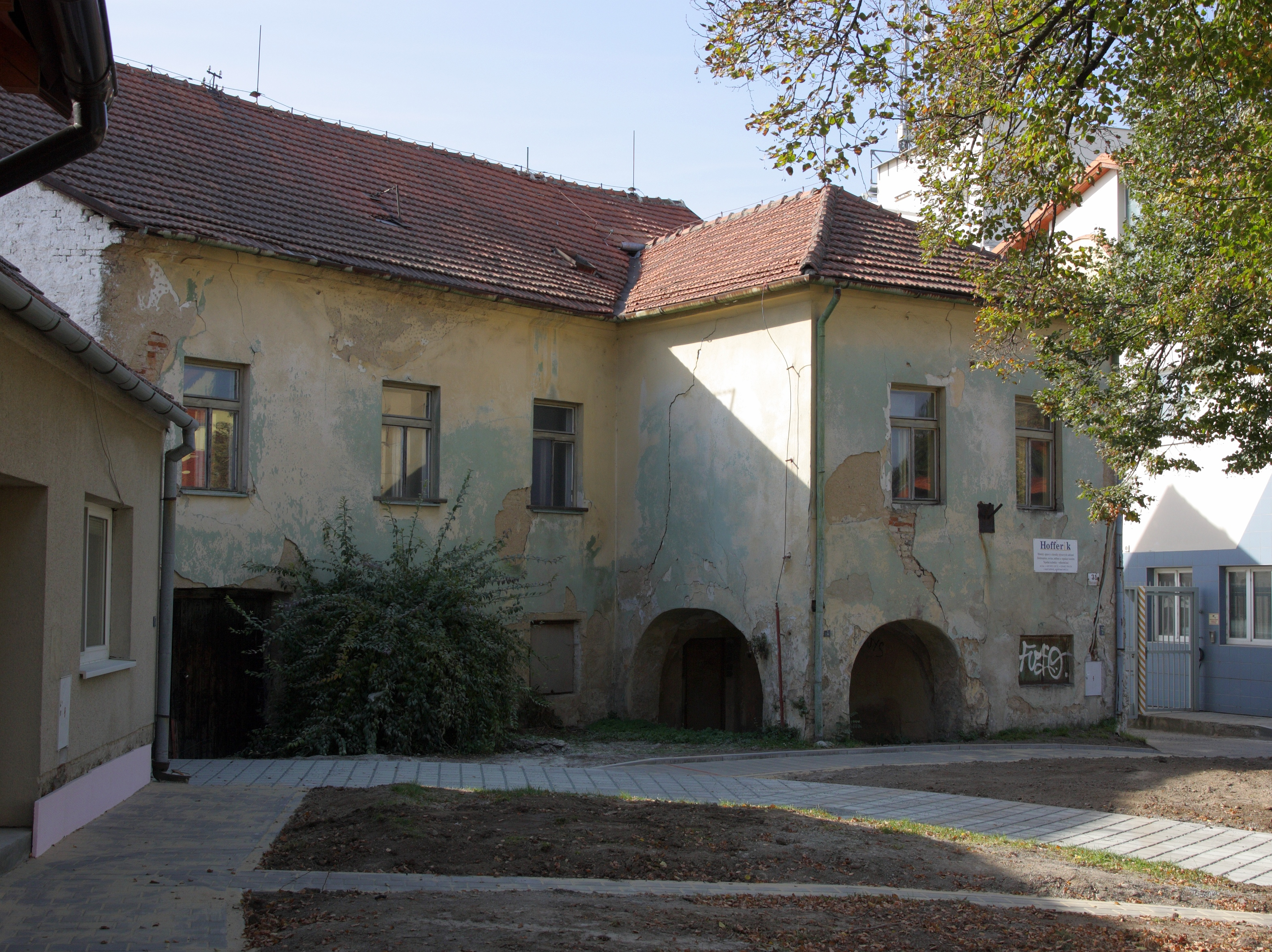
Bývalý zámeček na Starém náměstí
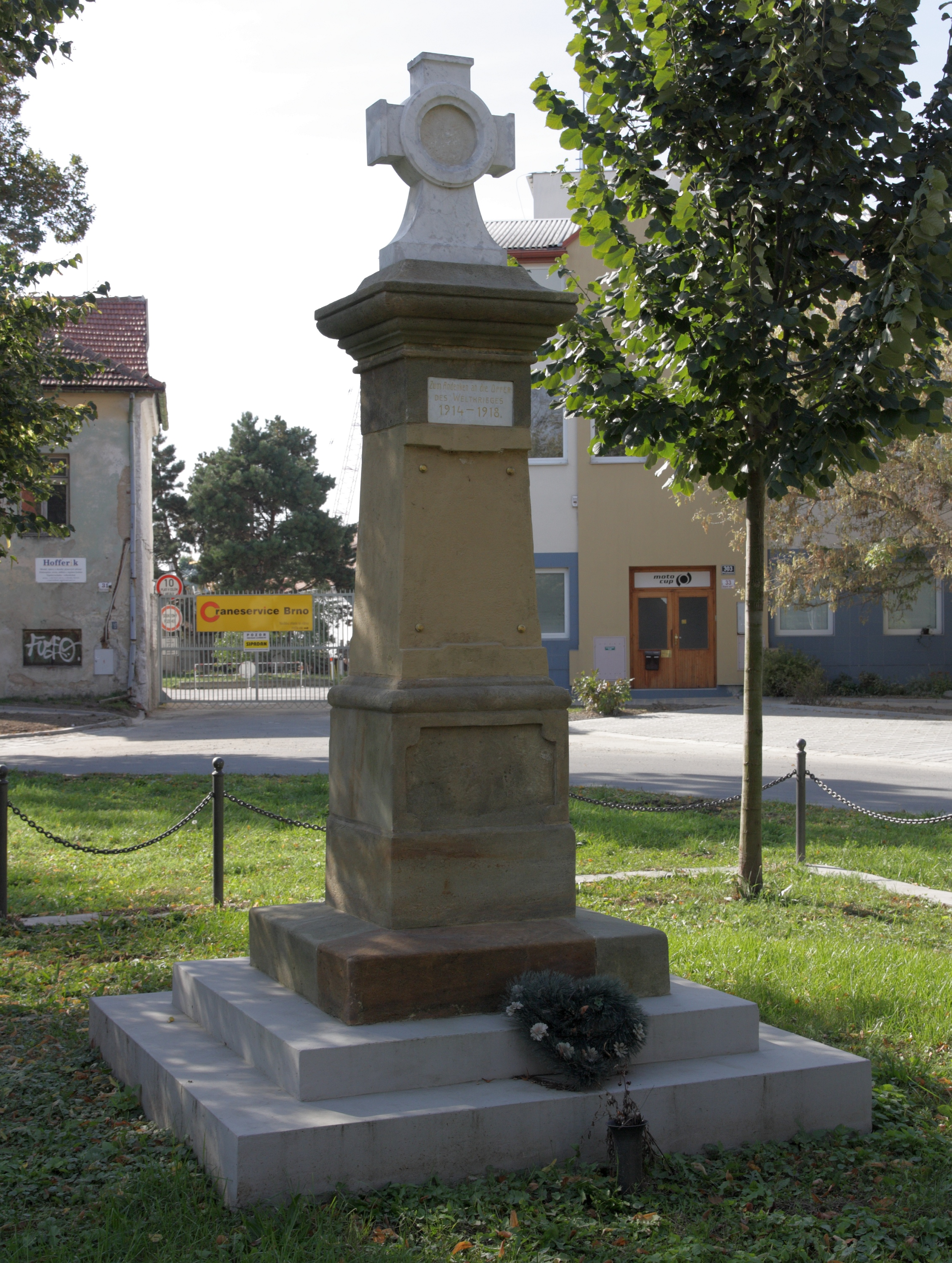
Německý pomník obětem 1. světové války na Starém náměstí
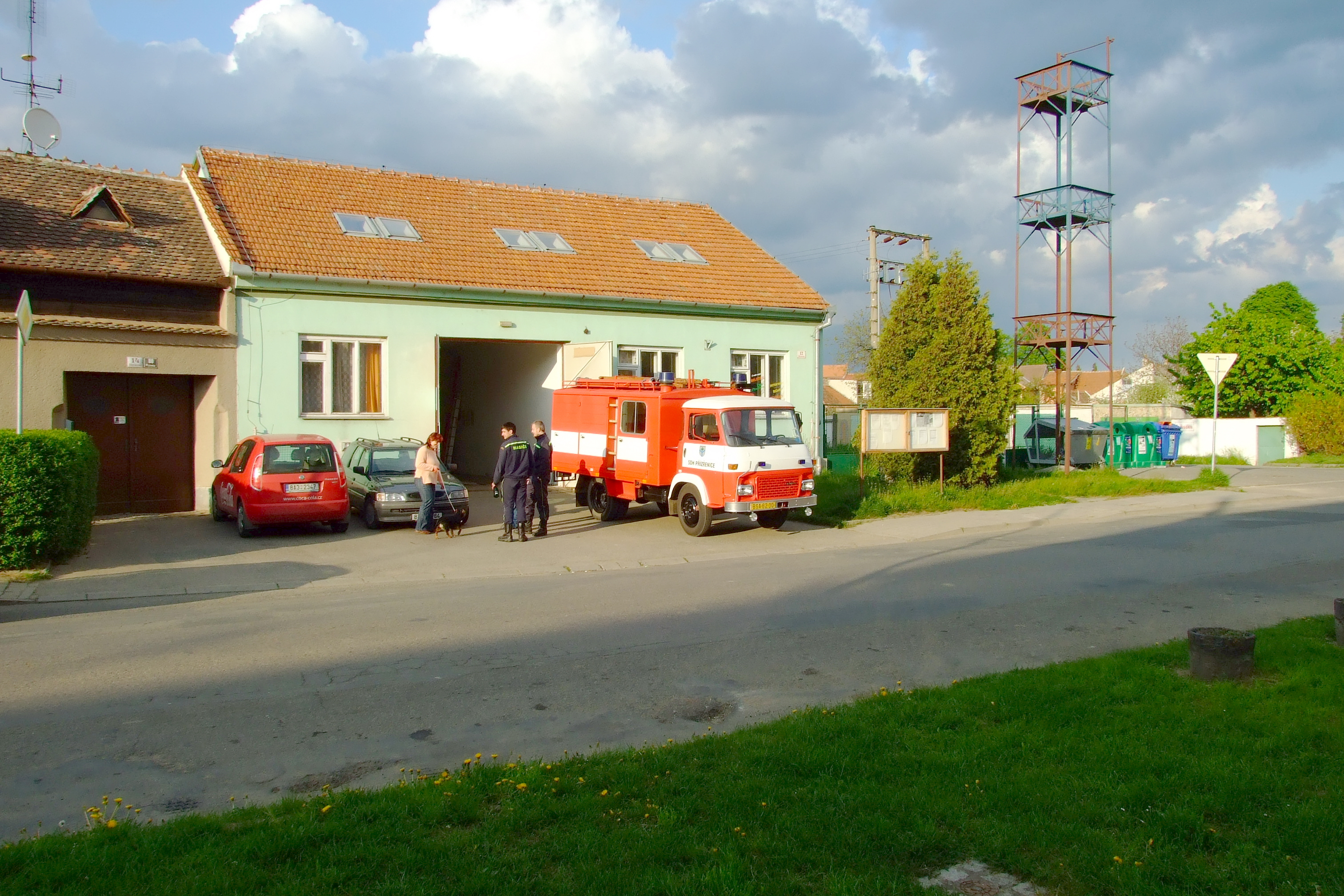
Požární zbrojnice a vůz Sboru dobrovolných hasičů Přízřenice
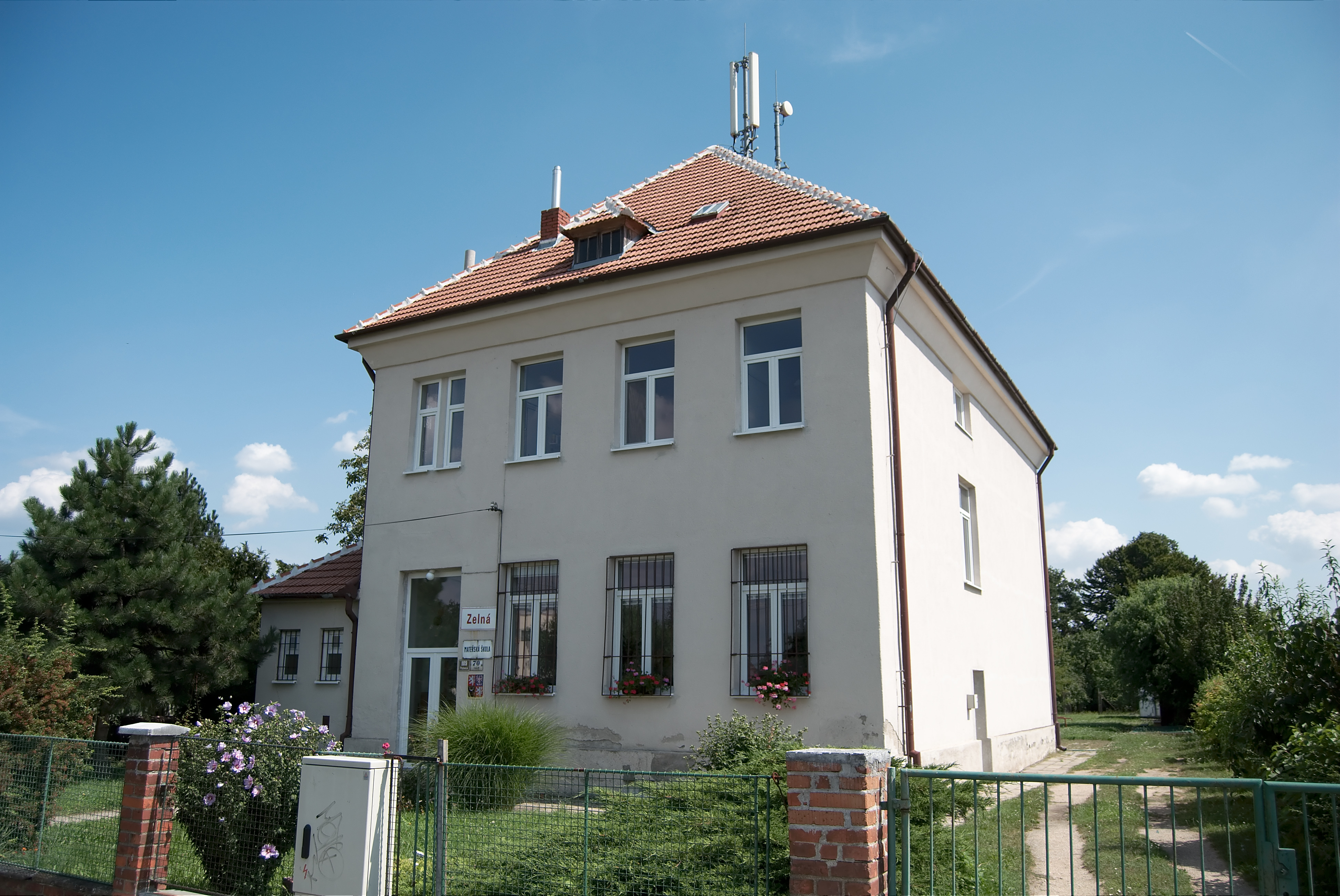
Mateřská škola na severu Zelné ulice
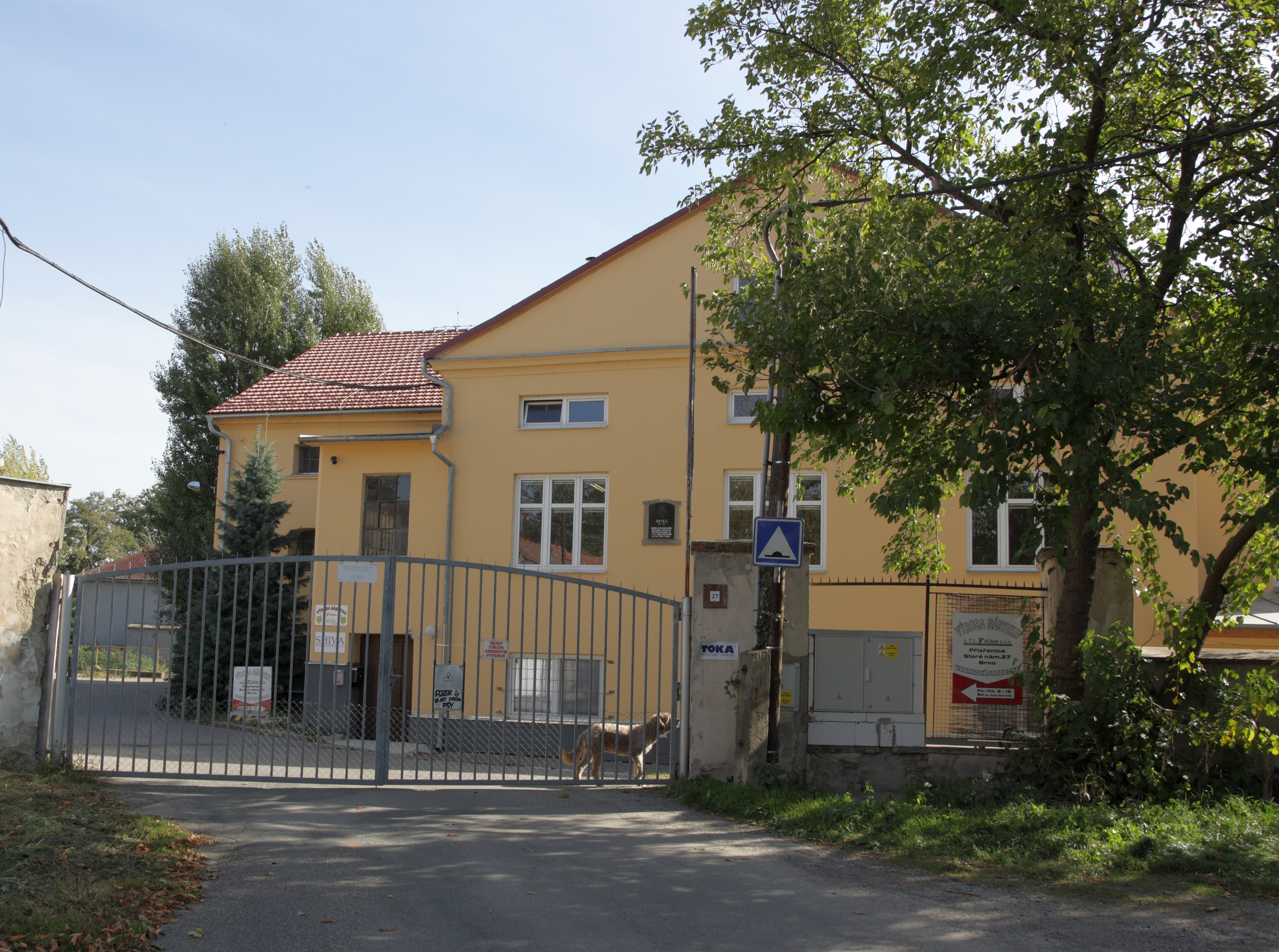
Bývalý mlýn, čp. 27